# Evangelische Kirche (Budweis)

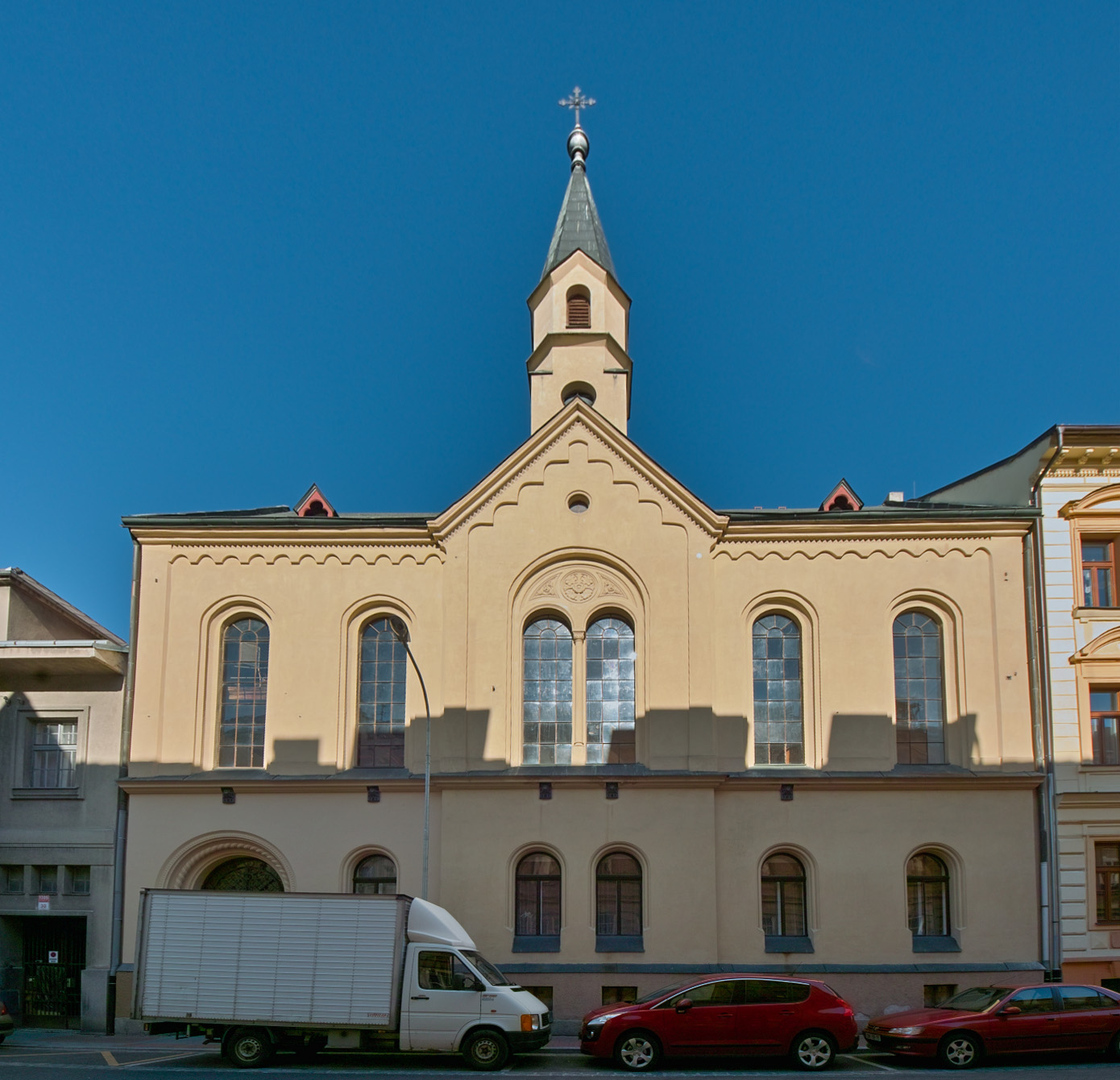
Evangelische Kirche Budweis

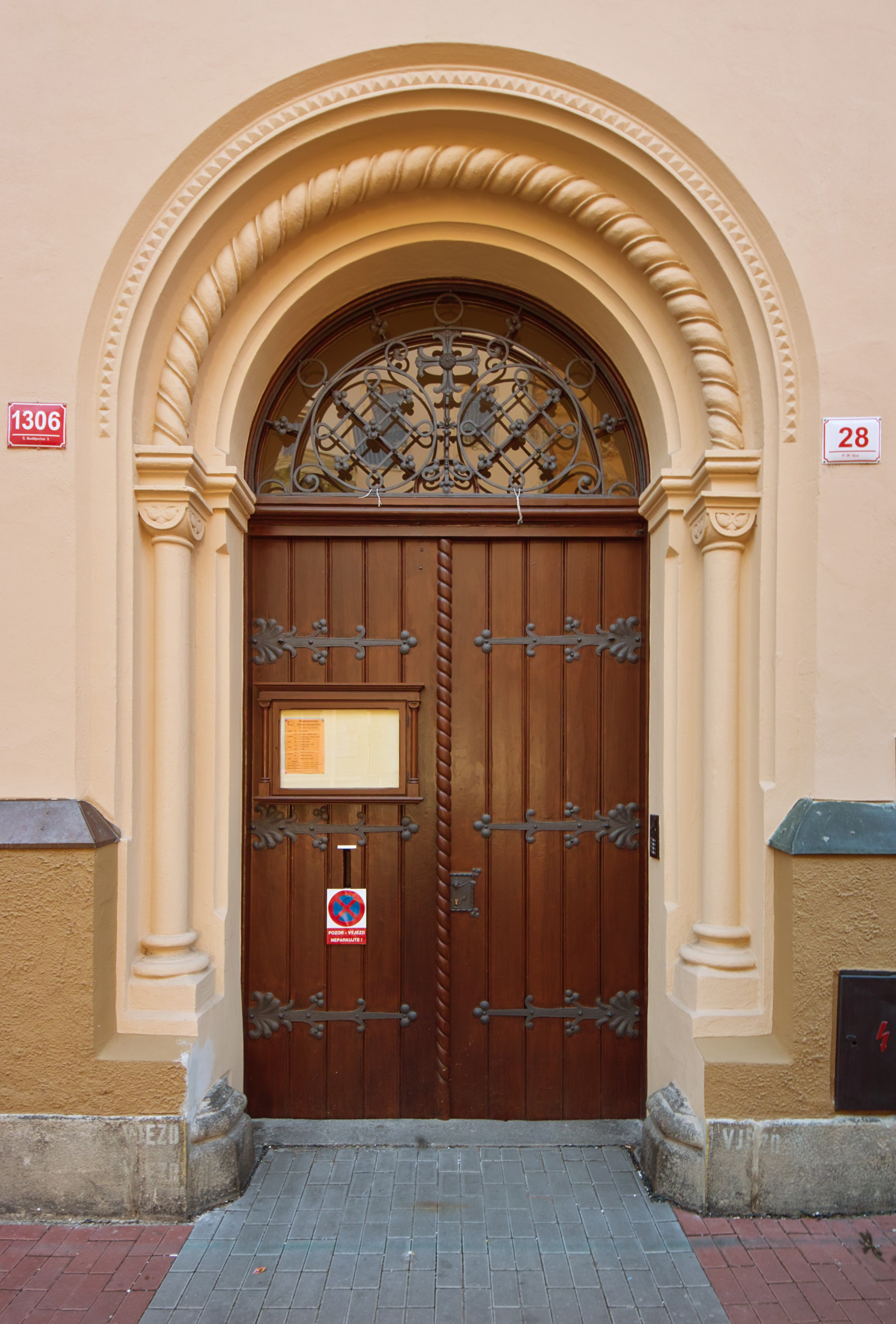
Portal

Die Evangelische Kirche ist ein Kirchengebäude in Budweis in der Südböhmischen Region in Tschechien. Das Bauwerk steht seit dem 7. Juli 2021 unter Denkmalschutz.

## Geschichte
Nach dem Protestantenpatent von 1861, das eine Gleichstellung der Konfessionen im Habsburgerreich gewährte, kam es 1868 zur Gründung einer evangelischen Gemeinde in Budweis, zunächst  als Filialgemeinde der Martin-Luther-Kirche von Linz, die 1910 zur selbständigen Gemeinde erhoben wurde. Bereits 1899 war durch den Pilsener Architekten Victor Schwerdtner der bestehende Kirchenbau errichtet worden, wobei die Bauausführung der örtliche Baumeister Josef Hauptvogl übernahm. Der in den Formen der Neuromanik bzw. des traditionellen Rundbogenstils ausgeführte Kirchenbau ist traufständig in die Bebauung der heutigen Straße des 28. Oktober [dem Tag der Ausrufung der Ersten Tschechoslowakischen Republik 1918] einbezogen, das übergiebelte und durch ein Biforienfenster ausgezeichnete Mitteljoch wird zusätzlich von einem Dachreiter betont. Das Eingangsportal ist als Stufenportal mit eingestellten Säulen mit Würfelkapitellen und gedrehtem Tauband in der Archivolte aufwendig gestaltet. Über einem als Pfarrerswohnung dienenden Untergeschoss befindet sich im Obergeschoss der über das hofseitige Stiegenhaus erreichbare flachgedeckte Betsaal, der rückwärtig durch eine Arkatur zu einem Seitenschiff geöffnet ist und stirnseitig in eine Apsis mündet.
Bis 1945 gehörte die Gemeinde Budweis der Deutschen Evangelischen Kirche in Böhmen, Mähren und Schlesien an, seit 1959 gehört sie zur Evangelischen Kirche der Böhmischen Brüder.